# It Is Well
It Is Well je šesté album křesťanské skupiny Kutless. Bylo vydáno 20. října 2009.

## Stopy
1. „It Is Well“ — 4:03
2. „Amazed“ — 3:42
3. „Hungry“ — 4:23
4. „Taken By Love“ — 3:46
5. „What Faith Can Do“ — 3:53
6. „Remember Me“ — 4:00
7. „God of Wonders“ — 3:06
8. „Everything I Need“ — 3:01
9. „Give Us Clean Hands“ — 4:18
10. „You Save Me“ — 3:08
11. „Redeemer“ — 3:17
12. „I'm Still Yours“ — 3:29